# 에타지마정
에타지마정(江田島町)은 히로시마현 아키군에 존재했던 정이다. 구레시 서쪽 세토내해에 떠 있는 에다시마를 주요 도시 지역으로 삼았다. 2004년 3월 31일, 에타지마정이 에타섬과 이어진 노미섬에 있었던  사에키군 노미정, 오키미정, 오가키정이 에타지마시로 신설합병되고, 소멸하였다.

## 역사
- 1889년 4월 1일 - 정촌제 시행에 의해 아키군 에타지마촌, 사에키군 쓰쿠모촌이 성립하였다.
- 1905년 6월 2일 - 게이요 지진이 발생해 육군사관학교에도 피해를 입었다.
- 1925년 2월 1일 - 쓰쿠모촌을 편입하였다.
- 1951년 10월 1일 - 정으로 승격해 에타지마정이 되었다.
- 2004년 11월 1일 - 아키군 에타지마정이 사에키군 노미정, 오키미정, 오가키정과 함께 에타지마시로 합병(신설합병 및 시 승격) 되고, 폐지되었다.

## 교통

### 도로
- 국도 제487호선 (일본)(일본어판)